# Division II i fotboll 1938/1939
Division II i fotboll 1938/1939 var 1938/1939 års säsong av Division II som bestod av fyra serier, med 10 lag i varje serie. Det var då Sveriges näst högsta division. Varje serievinnare gick till kvalspel för att flyttas upp till Allsvenskan och de två sämsta degraderades till Division III. Det gavs 2 poäng för vinst, 1 poäng för oavgjort och 0 poäng för förlust.

## Serier

### Norra
| Nr | Lag              | S  | V  | O | F  | GM | IM | MS  | P  |
| -- | ---------------- | -- | -- | - | -- | -- | -- | --- | -- |
| 1  | Hammarby IF      | 18 | 12 | 2 | 4  | 46 | 20 | +26 | 26 |
| 2  | Ludvika FFI (U)  | 18 | 10 | 4 | 4  | 40 | 27 | +13 | 24 |
| 3  | Djurgårdens IF   | 18 | 9  | 4 | 5  | 43 | 32 | +11 | 22 |
| 4  | Ljusne AIK       | 18 | 7  | 6 | 5  | 41 | 28 | +13 | 20 |
| 5  | Reymersholms IK  | 18 | 7  | 6 | 5  | 40 | 30 | +10 | 20 |
| 6  | Värtans IK       | 18 | 8  | 2 | 8  | 29 | 28 | +1  | 18 |
| 7  | Gefle IF         | 18 | 7  | 3 | 8  | 37 | 37 | 0   | 17 |
| 8  | Enköpings SK (U) | 18 | 5  | 5 | 8  | 27 | 43 | −16 | 15 |
| 9  | Bollnäs GoIF     | 18 | 4  | 2 | 12 | 18 | 50 | −32 | 10 |
| 10 | IFK Grängesberg  | 18 | 2  | 4 | 12 | 26 | 52 | −26 | 8  |

Hammarby IF gick vidare till kvalspel till Allsvenskan och Bollnäs GoIF och IFK Grängesberg flyttades ner till division III. Från division III kom Sandvikens AIK och Nynäshamns IF.

### Östra
| Nr | Lag              | S  | V  | O | F  | GM | IM | MS  | P  |
| -- | ---------------- | -- | -- | - | -- | -- | -- | --- | -- |
| 1  | IFK Norrköping   | 18 | 13 | 3 | 2  | 44 | 15 | +29 | 29 |
| 2  | IFK Eskilstuna   | 18 | 13 | 2 | 3  | 59 | 19 | +40 | 28 |
| 3  | Skärblacka IF    | 18 | 11 | 2 | 5  | 47 | 25 | +22 | 24 |
| 4  | Surahammars IF   | 18 | 7  | 5 | 6  | 37 | 30 | +7  | 19 |
| 5  | Mjölby AIF       | 18 | 7  | 3 | 8  | 33 | 35 | −2  | 17 |
| 6  | Husqvarna IF (U) | 18 | 7  | 3 | 8  | 29 | 55 | −26 | 17 |
| 7  | IK Tord          | 18 | 6  | 4 | 8  | 27 | 31 | −4  | 16 |
| 8  | IFK Västerås     | 18 | 6  | 3 | 9  | 31 | 35 | −4  | 15 |
| 9  | IF Rune (U)      | 18 | 2  | 4 | 12 | 35 | 66 | −31 | 8  |
| 10 | Motala AIF       | 18 | 3  | 1 | 14 | 25 | 56 | −31 | 7  |

IFK Norrköping gick vidare till kvalspel till Allsvenskan och IF Rune och Motala AIF flyttades ner till division III. De ersattes av Hallstahammars SK från Allsvenskan och från division III kom IFK Kumla och Finspångs AIK.

### Västra
| Nr | Lag              | S  | V  | O | F  | GM | IM | MS  | P  |
| -- | ---------------- | -- | -- | - | -- | -- | -- | --- | -- |
| 1  | IFK Göteborg (N) | 18 | 13 | 4 | 1  | 48 | 11 | +37 | 30 |
| 2  | Gais (N)         | 18 | 12 | 5 | 1  | 42 | 13 | +29 | 29 |
| 3  | Varbergs BoIS    | 18 | 12 | 2 | 4  | 38 | 22 | +16 | 26 |
| 4  | Tidaholms GIF    | 18 | 8  | 5 | 5  | 40 | 24 | +16 | 21 |
| 5  | Billingsfors IK  | 18 | 8  | 2 | 8  | 31 | 37 | −6  | 18 |
| 6  | Karlskoga IF     | 18 | 5  | 6 | 7  | 29 | 37 | −8  | 16 |
| 7  | Jonsereds IF     | 18 | 6  | 3 | 9  | 27 | 25 | +2  | 15 |
| 8  | Deje IK (U)      | 18 | 3  | 4 | 11 | 27 | 45 | −18 | 10 |
| 9  | Arvika BK        | 18 | 2  | 4 | 12 | 28 | 63 | −35 | 8  |
| 10 | Fässbergs IF     | 18 | 2  | 3 | 13 | 21 | 54 | −33 | 7  |

IFK Göteborg gick vidare till kvalspel till Allsvenskan och Arvika BK och Fässbergs IF flyttades ner till division III. De ersattes av Degerfors IF från Allsvenskan och från division III kom IF Örnen och Skara IF.

### Södra
| Nr | Lag                | S  | V  | O | F  | GM | IM | MS  | P  |
| -- | ------------------ | -- | -- | - | -- | -- | -- | --- | -- |
| 1  | Halmstads BK       | 18 | 14 | 1 | 3  | 54 | 20 | +34 | 29 |
| 2  | IS Halmia          | 18 | 13 | 3 | 2  | 49 | 22 | +27 | 29 |
| 3  | BK Landora         | 18 | 9  | 4 | 5  | 38 | 30 | +8  | 22 |
| 4  | Malmö BI           | 18 | 9  | 1 | 8  | 39 | 39 | 0   | 19 |
| 5  | IFK Trelleborg     | 18 | 8  | 3 | 7  | 42 | 42 | 0   | 19 |
| 6  | IFK Värnamo        | 18 | 7  | 4 | 7  | 36 | 32 | +4  | 18 |
| 7  | IFK Malmö (U)      | 18 | 6  | 2 | 10 | 41 | 49 | −8  | 14 |
| 8  | Höganäs BK         | 18 | 5  | 2 | 11 | 30 | 42 | −12 | 12 |
| 9  | Oskarströms IF (U) | 18 | 4  | 3 | 11 | 25 | 36 | −11 | 11 |
| 10 | Kalmar AIK (U)     | 18 | 2  | 3 | 13 | 23 | 65 | −42 | 7  |

Halmstads BK gick vidare till kvalspel till Allsvenskan och Oskarströms IF och Kalmar AIK flyttades ner till division III. Från division III kom Ängelholms IF och Olofströms IF.

## Kvalspel till Allsvenskan
| Lag 1        | Totalt | Lag 2          | Möte 1 | Möte 2 |
| Hammarby IF  | 4–1    | IFK Norrköping | 3–1    | 1–0    |
| IFK Göteborg | 5–1    | Halmstads BK   | 2–1    | 3–0    |

Hammarby IF och IFK Göteborg till Allsvenskan 1939/40 och ersattes av Degerfors IF och Hallstahammars SK. IFK Norrköping och Halmstads BK fick fortsätta spela i division 2 1939/40.